# Mleko i miód
Mleko i miód (ang. Milk and honey) – debiutancki zbiór poezji, prozy i rysunków Rupi Kaur opublikowany w listopadzie 2014 roku i ponownie wydany 6 października 2015 przez Andrews McMeel Publishing.
Autorka napisała tom pod pseudonimem literackim. Na świecie zbiór został sprzedany w nakładzie 2,5 miliona egzemplarzy. W Polsce ukazał się nakładem Wydawnictwa Otwartego w 2017. Przekładu dokonała Anna Gralak. 
Przed publikacją dzieła, Kaur brała udział w kursach z twórczego pisania. Część stworzonych wierszy przesłała do czasopism literackich i antologii, ale za każdym razem były one odrzucane. Gdy zaprezentowała je za pomocą platformy Amazona, Andrews McMeel Publishing skontaktowało się z nią w celu zawarcia umowy o publikację. Zdaniem poetki okres od jej własnego wydania do pierwszych negocjacji z firmą trwał cztery lub pięć miesięcy. Poezję zapisuje wyłącznie małymi literami  w języku angielskim ze względu na to, że chce zachować sposób pisania w stylu rodzimego skryptu gurmukhi. Zbiór jest odzwierciedleniem przeżyć twórczyni. Autorka odczuła głęboką traumę, która znalazła swoje odzwierciedlenie również w przeżyciach wcześniejszych pokoleń jej rodziny, w tym matki. Tytuł kolekcji zaczerpnęła z wersu wiersza, który w niej zamieściła. Dotyczył on pogromów Sikhów z 1984 w Indiach i przemiany kobiet w ich wyniku. Kaur podkreśla swój podziw nad ich odpornością psychiczną na zdrady, torturowanie i morderstwa.
Tom opisuje doświadczenie przemocy, miłości, zakończenia związku, a także sfery kobiecości. Książka podzielona jest na cztery rozdziały. Według zamysłu Kaur każdy z nich miał za zadanie przezwyciężyć jej cierpienie i odnaleźć w nim pozytywne aspekty. Rozdziały noszą tytuły: „cierpienie”, „kochanie”, „zrywanie”, „gojenie”. Pierwszy z nich tyczy się doświadczeń autorki związanymi z napaścią na tle seksualnym i zmaganiami z pokonywaniem problemów rodzinnych. Niektórzy krytycy porównują ją z treścią ekranizacji powieści Trzynaście powodów, platformy streamingowej Netflix. 
Liniowe ilustracje zawarte w tomie są uzupełnieniem wierszy – stanowią poezję wizualną.